# Volo open jaw

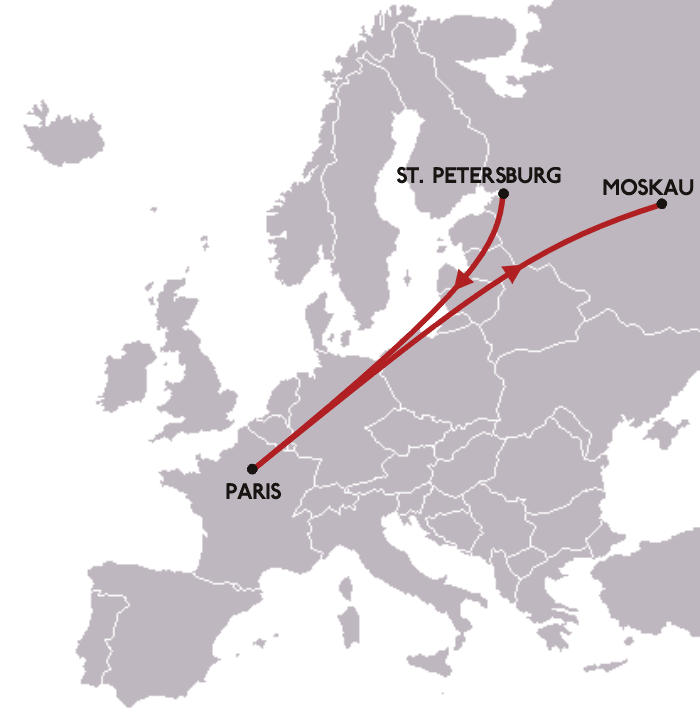
Itinerario open jaw: Parigi, Mosca e San Pietroburgo

L'espressione commerciale open jaw (mascella aperta) è stata ideata dalle compagnie aeree e indica un itinerario di volo alternativo a quello di andata e ritorno; la sua peculiarità sta nel fatto che il percorso di andata non coincide con quello di ritorno: infatti, l'open jaw segue in genere uno schema a triangolo, come indicato negli esempi proposti in quanto segue.
- Andata: Parigi-Mosca - Ritorno: San Pietroburgo-Parigi (oppure il contrario)
- Andata: Roma-Madrid -  Ritorno: Barcellona-Roma
- Andata: Roma-Madrid - Ritorno: Madrid-Milano.

Le due locazioni divergenti si trovano per definizione nella stessa area geografica, in genere percorribile con altri mezzi di trasporto (nella cartina, sarebbe la tratta tra le due città russe). Il termine surface sector indica il percorso tra queste due locazioni, che il passeggero organizza in maniera autonoma.
Si distinguono tre tipologie di volo:
- Destination open jaw significa che l'itinerario termina al punto di origine (vedi esempio proposto nella cartina, partendo da Parigi, dove termina l'intero viaggio).

- Nel caso contrario, si parla di Origin open jaw (per esempio San Pietroburgo-Parigi con ritorno da Parigi a Mosca).

- Il termine Double open jaw indica infine che differiscono sia le città di partenza che quelle di destinazione, seguendo uno schema quadrangolare (per esempio Milano-Madrid con ritorno Barcellona-Roma).

All'interno dell'ingarbugliato sistema tariffario aereo, l'opzione open jaw ha raggiunto una certa importanza in seguito alla diffusa pratica di molte compagnie aeree che, per i voli di sola andata, cercano o hanno cercato di imporre prezzi superiori a quelli previsti per i corrispondenti viaggi di andata e ritorno.